# سنتز جامع

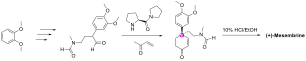
سنتز کل نامتقارن یامادا (±) مسمبرین

سنتز جامع، سنتز شیمیایی کامل یک مولکول پیچیده (که اغلب ترکیبات طبیعی است) از پیش ماده‌های ساده که از نظر تجاری در دسترس هستند، می‌باشد. سنتز جامع اغلب اشاره به فرایند تولید بدون کمک گرفتن از سیرهای زیستی اشاره دارد که این موضوع باعث تفاوت میان آن و سمی سنتز می‌باشد. مولکولهای هدف می‌توانند محصولات طبیعی، مواد موثره دارویی یا ترکیبات آلی دارای جذابیت تئوری باشند. اغلب هدف، کشف مسیر جدید برای سنتز یک مولکول هدفی است که برای آن قبلاً مسیر سنتزی شناخته شده پیشنهاد شده‌است. گاهی هیچ مسیر وجود ندارد و شیمیدان تلاش می‌کنند این مسیر را برای اولین بار پیدا کنند. یک هدف مهم از سنتز جامع کشف واکنشها و معرفهای شیمیایی جدید است.